# Джефф Моррісон
Джефф Моррісон (англ. Jeff Morrison; нар. 4 лютого 1979) — колишній американський тенісист.
Найвищу одиночну позицію світового рейтингу — 85 місце досяг 8 липня 2002, парну — 81 місце — 10 червня 2002 року.
Найвищим досягненням на турнірах Великого шолома було 3 коло в одиночному та парному розрядах.
Завершив кар'єру 2006 року.

## Досягнення
| W | Ф | ПФ | ЧФ | #Р | КТ | К# | DNQ | A | NH |

### Одиночний розряд
| Турніри Великого шлему                 |     |     |     |     |     |     |     |     |        |      |     |
| Відкритий чемпіонат Австралії з тенісу |     |     |     | К1р | 1р  | 2р  |     |     | 0 / 2  | 1–2  | 33% |
| Відкритий чемпіонат Франції з тенісу   |     |     |     | К2р |     | К1р | 1р  |     | 0 / 1  | 0–1  | 0%  |
| Вімблдонський турнір                   |     |     |     | 3р  |     | К1р | 1р  | К2р | 0 / 2  | 2–2  | 50% |
| Відкритий чемпіонат США з тенісу       | 1р  | К1р | К3р | 1р  | 1р  | 1р  | К1р | 1р  | 0 / 5  | 0–5  | 0%  |
| В-П                                    | 0–1 | 0–0 | 0–0 | 2–2 | 0–2 | 1–2 | 0–2 | 0–1 | 0 / 10 | 3–10 | 23% |
| Тур ATP Мастерс 1000                   |     |     |     |     |     |     |     |     |        |      |     |
| Індіан-Веллс                           |     |     |     |     |     |     | 1р  | 2р  | 0 / 2  | 1–2  | 33% |
| Відкритий чемпіонат Маямі з тенісу     |     |     |     | 2р  | К2р | 1р  | 3р  | К1р | 0 / 3  | 3–3  | 50% |
| Мастерс Цинциннаті                     | К1р |     | 1р  | 1р  |     | 2р  | К1р |     | 0 / 3  | 1–3  | 25% |
| В-П                                    | 0–0 | 0–0 | 0–1 | 1–2 | 0–0 | 1–2 | 2–2 | 1–1 | 0 / 8  | 5–8  | 38% |

### Парний розряд
| Турніри Великого шлему                 |     |     |     |     |     |     |       |     |     |
| Відкритий чемпіонат Австралії з тенісу |     | 1р  |     |     |     |     | 0 / 1 | 0–1 | 0%  |
| Відкритий чемпіонат Франції з тенісу   |     | 2р  |     |     |     |     | 0 / 1 | 1–1 | 50% |
| Вімблдонський турнір                   |     | 1р  |     |     |     | К1р | 0 / 1 | 0–1 | 0%  |
| Відкритий чемпіонат США з тенісу       | 3р  | 2р  | 1р  | 1р  | 3р  | 2р  | 0 / 6 | 6–6 | 50% |
| В-П                                    | 2–1 | 2–4 | 0–1 | 0–1 | 2–1 | 1–1 | 0 / 9 | 7–9 | 44% |
| Тур ATP Мастерс 1000                   |     |     |     |     |     |     |       |     |     |
| Відкритий чемпіонат Маямі з тенісу     |     | 2р  | 1р  |     | 1р  |     | 0 / 3 | 1–3 | 25% |
| Мастерс Цинциннаті                     | 1р  |     |     | 1р  | 2р  |     | 0 / 3 | 1–3 | 25% |
| В-П                                    | 0–1 | 1–1 | 0–1 | 0–1 | 1–2 | 0–0 | 0 / 6 | 2–6 | 25% |

## Фінали турнірів ATP за кар'єру

### Парний розряд: 1 (1 поразка)
| Легенда                         |
| ------------------------------- |
| Турніри Великого шолома (0–0)   |
| Фінали Світового туру ATP (0–0) |
| Серія Мастерс ATP (0–0)         |
| Серія турнірів ATP (0–0)        |
| Світова серія ATP (0–1)         |

| Титули за покриттям |
| ------------------- |
| Тверде (0–1)        |
| Ґрунт (0–0)         |
| Трава (0–0)         |
| Килим (0–0)         |

| Титули за типом корту |
| --------------------- |
| Відкритий (0–1)       |
| Закритий (0–0)        |

| Результат | В-П | Дата     | Турнір              | Рівень           | Покриття | Партнер       | Суперники                | Рахунок            |
| --------- | --- | -------- | ------------------- | ---------------- | -------- | ------------- | ------------------------ | ------------------ |
| Поразка   | 0–1 | Січ 2003 | Аделаїда, Австралія | Серія Інтернешнл | Тверде   | Максим Мирний | Джефф Кутзе Кріс Гаггард | 6–2, 4–6, 6–7(7–9) |

## Фінали ATP Челленджер і ITF Ф'ючерс

### Одиночний розряд: 11 (4–7)
| Легенда              |
| -------------------- |
| ATP Челленджер (3–5) |
| ITF Ф'ючерс (1–2)    |

| Фінали за покриттям |
| ------------------- |
| Тверде (3–7)        |
| Ґрунт (0–0)         |
| Трава (1–0)         |
| Килим (0–0)         |

| Результат | В-П | Дата     | Турнір                       | Рівень     | Покриття | Суперник             | Рахунок                 |
| --------- | --- | -------- | ---------------------------- | ---------- | -------- | -------------------- | ----------------------- |
| Поразка   | 0–1 | Лис 2000 | США F26, Лафаєтт (Луїзіана)  | Ф'ючерс    | Тверде   | Джастін Бовер        | 7–6(7–4), 3–6, 0–6      |
| Поразка   | 0–2 | Січ 2001 | США F3, Галландейл (Флорида) | Ф'ючерс    | Тверде   | Дмитро Турсунов      | 6–7(0–7), 3–6           |
| Перемога  | 1–2 | Бер 2001 | США F6, Тайлер (Техас)       | Ф'ючерс    | Тверде   | Левар Гарпер-Гріффіт | 6–3, 6–4                |
| Поразка   | 1–3 | Лип 2001 | Гранбі, Канада               | Челленджер | Тверде   | Аксель Прецш         | 7–6(7–5), 3–6, 4–6      |
| Поразка   | 1–4 | Лип 2001 | Аптос, США                   | Челленджер | Тверде   | Джефф Салзенстейн    | 6–7(3–7), 4–6           |
| Перемога  | 2–4 | Лют 2002 | Даллас, США                  | Челленджер | Тверде   | Мартін Веркерк       | 6–4, 6–4                |
| Перемога  | 3–4 | Чер 2002 | Сербітон, Велика Британія    | Челленджер | Трава    | Веслі Муді           | 7–6(7–4), 5–7, 7–6(7–4) |
| Поразка   | 3–5 | Жов 2003 | Фресно, США                  | Челленджер | Тверде   | Алекс Кім            | 5–7, 6–7(6–8)           |
| Поразка   | 3–6 | Жов 2003 | Тібурон, США                 | Челленджер | Тверде   | Олександр Богомолов  | 6–7(4–7), 3–6           |
| Перемога  | 4–6 | Кві 2004 | Мехіко, Мексика              | Челленджер | Тверде   | Лу Єн-Сун            | 4–6, 7–6(7–3), 6–2      |
| Поразка   | 4–7 | Кві 2005 | Мехіко, Мексика              | Челленджер | Тверде   | Амер Деліч           | 4–6, 6–3, 3–6           |

### Парний розряд: 16 (11–5)
| Легенда              |
| -------------------- |
| ATP Челленджер (8–4) |
| ITF Ф'ючерс (3–1)    |

| Фінали за покриттям |
| ------------------- |
| Тверде (9–4)        |
| Ґрунт (2–1)         |
| Трава (0–0)         |
| Килим (0–0)         |

| Результат | В-П  | Дата     | Турнір                         | Рівень     | Покриття | Партнер         | Суперники                       | Рахунок               |
| --------- | ---- | -------- | ------------------------------ | ---------- | -------- | --------------- | ------------------------------- | --------------------- |
| Перемога  | 1–0  | Лип 1999 | США F10, Чико (Каліфорнія)     | Ф'ючерс    | Тверде   | Джейсон Кук     | Брендон Гоук Даґ Рут            | 7–5, 3–6, 6–1         |
| Перемога  | 2–0  | Лип 2000 | США F19, Канзас-Сіті (Міссурі) | Ф'ючерс    | Тверде   | Джефф Ласкі     | Трейс Філдінґ Джиммі Гейні      | 7–5, 6–3              |
| Поразка   | 2–1  | Лис 2000 | США F26, Лафаєтт (Луїзіана)    | Ф'ючерс    | Тверде   | Томас Блейк     | Джек Брейсінгтон Даґ Рут        | без гри               |
| Перемога  | 3–1  | Січ 2001 | США F1, Авентюра (Флорида)     | Ф'ючерс    | Тверде   | Марді Фіш       | Ерік Дрю Томас Блейк            | без гри               |
| Перемога  | 4–1  | Лип 2001 | Гранбі, Канада                 | Челленджер | Тверде   | Боббі Кокавец   | Брендон Гоук Роберт Кендрік     | 6–4, 6–4              |
| Перемога  | 5–1  | Жов 2001 | Талса, США                     | Челленджер | Тверде   | Марді Фіш       | Джефф Кутзе Шон Рудман          | 6–2, 6–3              |
| Поразка   | 5–2  | Жов 2001 | Керрвілл (Техас), США          | Челленджер | Тверде   | Марді Фіш       | Брендон Гоук Роберт Кендрік     | 3–6, 7–6(9–7), 3–6    |
| Поразка   | 5–3  | Лис 2001 | Тайлер (Техас), США            | Челленджер | Тверде   | Марді Фіш       | Стівен Гасс Паул Роснер         | 4–6, 2–6              |
| Перемога  | 6–3  | Лис 2001 | Ноксвілл, США                  | Челленджер | Тверде   | Марді Фіш       | Брендон Коуп Келлі Ґаллетт      | 6–3, 6–0              |
| Перемога  | 7–3  | Гру 2001 | Урбана, США                    | Челленджер | Тверде   | Марді Фіш       | Габріель Тріфу Паул Роснер      | 6–3, 5–7, 6–4         |
| Перемога  | 8–3  | Тра 2002 | Бірмінгем, США                 | Челленджер | Ґрунт    | Марді Фіш       | Гленн Вейнер Паул Роснер        | 6–4, 7–6(7–4)         |
| Перемога  | 9–3  | Вер 2003 | Сан-Антоніо, США               | Челленджер | Тверде   | Пол Голдстейн   | Томаш Цакль Луїс Восло          | 6–3, 6–2              |
| Поразка   | 9–4  | Жов 2003 | Фресно, США                    | Челленджер | Тверде   | Пол Голдстейн   | Дієґо Аяла Тревіс Перротт       | 5–7, 6–4, 3–6         |
| Поразка   | 9–5  | Кві 2006 | Пейджет, Бермудські Острови    | Челленджер | Ґрунт    | Алекс Кузнєцов  | Томаш Цибулець Роберт Ліндстедт | 7–6(7–1), 3–6, [4–10] |
| Перемога  | 10–5 | Тра 2006 | Туніка-Резортс, США            | Челленджер | Ґрунт    | Боббі Рейнольдс | Г'юго Армандо Рікардо Мелло     | 3–6, 7–6(7–5), [11–9] |
| Перемога  | 11–5 | Жов 2006 | Сакраменто, США                | Челленджер | Тверде   | Пол Голдстейн   | Амер Деліч Браян Вілсон         | 6–1, 6–3              |